# Stille-Nacht-Friedensweg

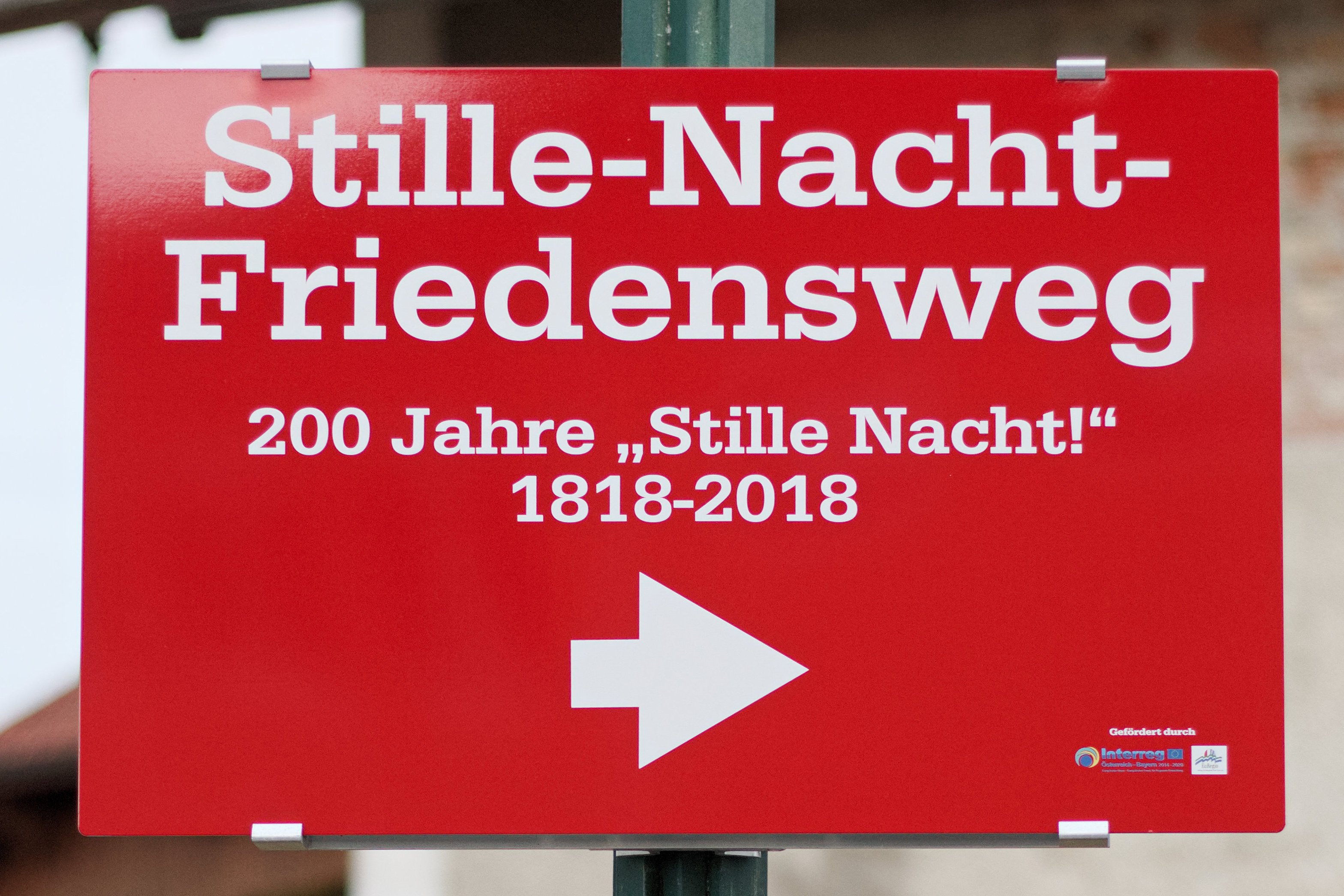
Wegweiser auf dem Stille-Nacht-Friedensweg

Der Stille-Nacht-Friedensweg ist ein 2018 eingerichteter, zwölf Kilometer langer Rundwanderweg im Norden des Bundeslandes Salzburg (Bezirk Salzburg-Umgebung). Er führt durch die Stadtgemeinde Oberndorf bei Salzburg, die Gemeinden Göming und Lamprechtshausen sowie in kleinen Abschnitten durch die Gemeinde Sankt Georgen bei Salzburg und die benachbarte bayerische Grenzstadt Laufen. Ausgehend von dem in dieser Region entstandenen Weihnachtslied Stille Nacht, heilige Nacht wird auf dem Themenwanderweg der Gedanke des Friedens in verschiedenen Facetten beleuchtet. Der Weg führt vorbei an bestehenden religiösen Stätten und neu errichteten Stationen.

## Hintergrund

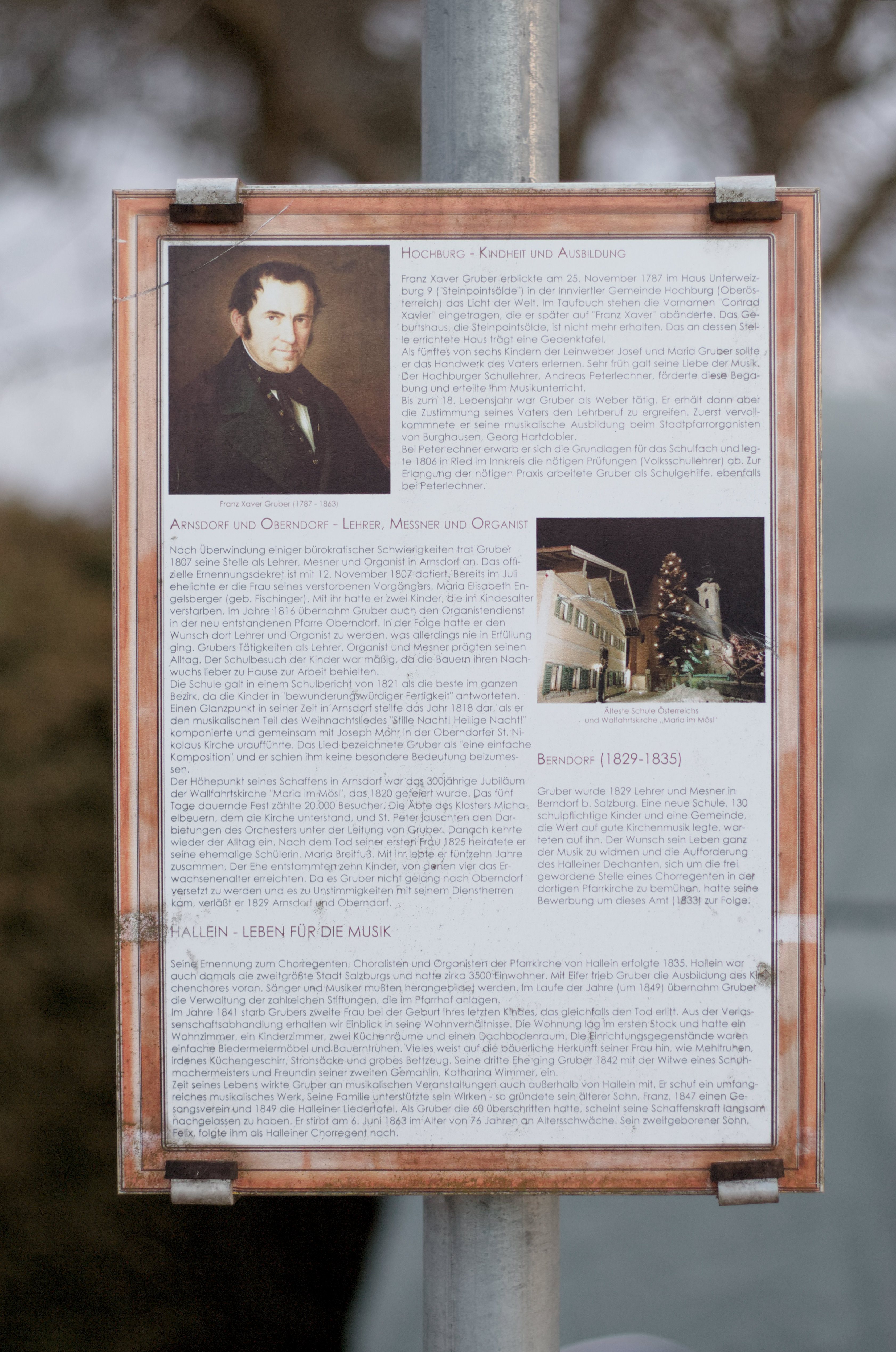
Informationstafel zu Franz Xaver Gruber in Niederarnsdorf

Am 24. Dezember 1818 wurde in Oberndorf in der damals noch im heutigen Ortsteil Altach stehenden Pfarrkirche das von Franz Xaver Gruber und Joseph Mohr geschaffene Weihnachtslied Stille Nacht, heilige Nacht erstmals aufgeführt. Mohr wirkte zu jener Zeit in Oberndorf und Gruber im nahegelegenen Lamprechtshausener Ortsteil Arnsdorf. Im Zuge der heutigen touristischen Vermarktung des Stille-Nacht-Gedankens und des Wirkens der beiden Personen erklären sich unter anderem Oberndorf und die Gemeinde Lamprechtshausen zu Stille-Nacht-Gemeinden, und das Bundesland Salzburg wird diesbezüglich auch als Stille-Nacht-Land angepriesen.
In Arnsdorf und Oberndorf besteht seit längerem die Tradition, jährlich am Nachmittag des 24. Dezember von Arnsdorf nach einer Krippenandacht in der dortigen Wallfahrtskirche Maria am Mösl eine Fackelwanderung nach Oberndorf zur Stille-Nacht-Kapelle durchzuführen, wo danach eine vielbesuchte Gedächtnisfeier mit Aufführung von Stille Nacht, heilige Nacht in der Originalversion stattfindet. Diese Wanderung wird auch als Gruber-Mohr-Gedenkgang  oder Gruber-Mohr-Weg bezeichnet. Sie führt entlang des Wegs, von dem man annimmt, dass er die seinerzeitige Verbindung zwischen Arnsdorf und Oberndorf war und auch von Gruber und Mohr bei ihren gegenseitigen Besuchen begangen worden ist.
Im Jahr 2018 wurde mit der Salzburger Landesausstellung 200 Jahre Stille Nacht das Bestandsjubiläum des Weihnachtsliedes begangen. Gemeinsam mit der überregionalen geschichtlichen Bearbeitung von Stille Nacht wurde – mit dem Ansinnen auf eine über das Jubiläumsjahr hinausgehende Wirkung – anschließend an diese Tradition ein Rundwanderweg eingerichtet, der von unterschiedlichen Gesichtspunkten das Thema Frieden behandelt. Der traditionelle Gedenkweg ist ein Abschnitt davon.

## Konzeption

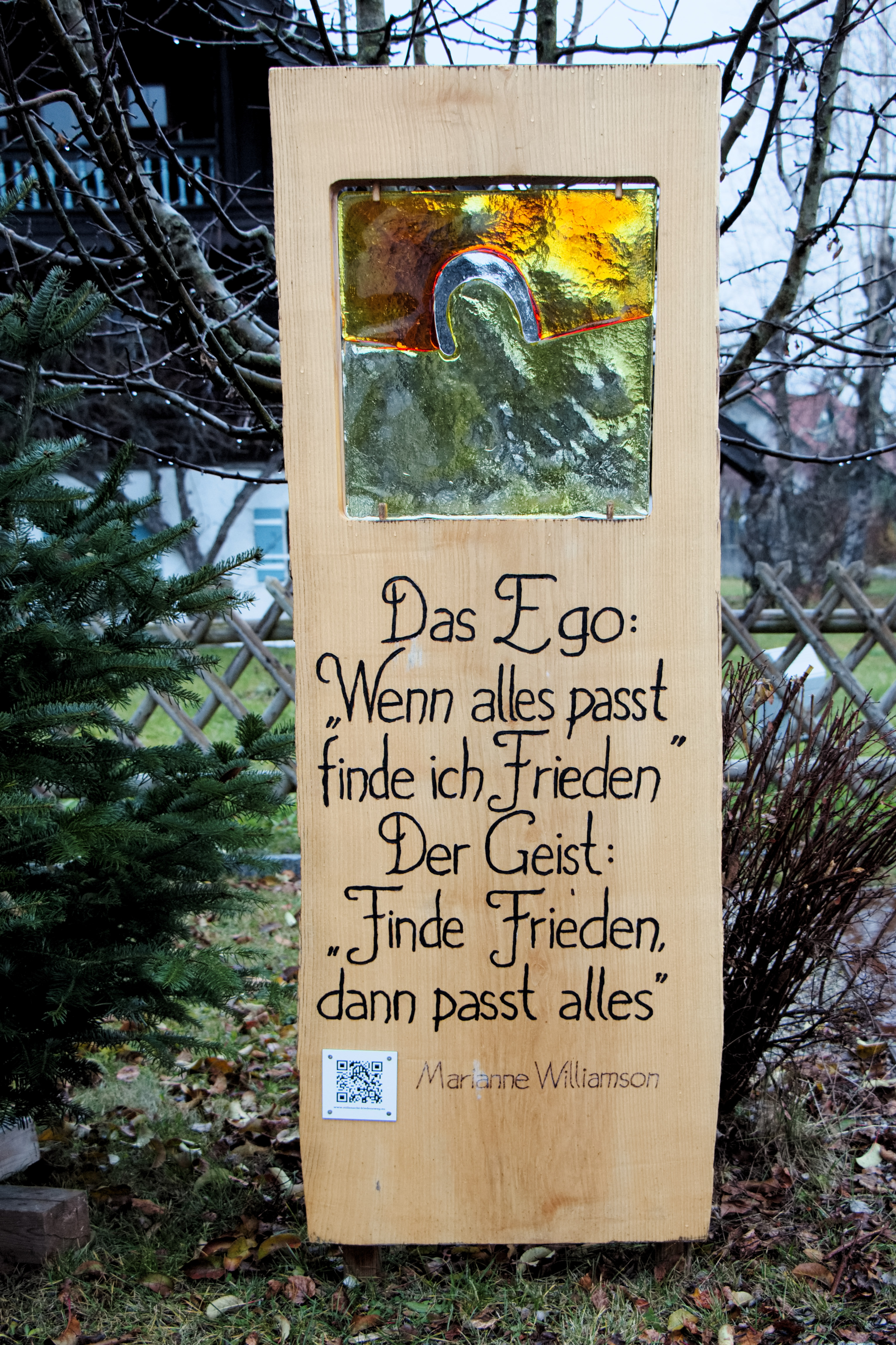
Holzstele an der Station 7 in Arnsdorf

Eingebunden ist der Weg in das Gesamtkonzept der dezentralen Vermittlung des Stille-Nacht-Gedankens im Rahmen der Landesausstellung 2018, bei der an mehreren Orten in den Bundesländern Salzburg, Oberösterreich und Tirol Museumsbestände, Sonderausstellungen und örtliche Projekte zu Stille Nacht gezeigt wurden. In der Bewerbung ist der Friedensweg auch heute noch einer von mehreren Themenwegen, Museen und Stationen, die sich ganz oder teilweise mit dem Thema Stille Nacht oder den beiden Schöpfern des Weihnachtsliedes befassen.
Die Wirkabsicht des Wegs ist, den Wanderer aufzufordern, sich mit dem Gedanken des Friedens auseinanderzusetzen und seines eigenen Standpunktes darüber klar zu werden. Insofern ist der Themenweg auch als Lehrpfad aufzufassen.
An zwölf Stationen steht eine hölzerne Stele mit einem Zitat oder Spruch zum Themenkreis des Friedens als Denkanregung. Gewissermaßen gestiftet wurden die Anregungen jeweils von einer örtlichen Person oder Personengruppe. Zusätzlich zu den Sprüchen gibt es die Möglichkeit, mittels Scannen von QR-Codes mit Handys auf eine Webseite mit vertiefenden Ausführungen zu dem jeweiligen Aspekt zu gelangen. In die Stelen eingearbeitet ist jeweils im oberen Bereich ein Glasmosaik. Die Stelen wurden in einer Werkstätte der Diakonie in der nahegelegenen oberösterreichischen Gemeinde St. Pantaleon angefertigt.

## Verlauf
Start- und Endpunkt des Wegs ist der Oberndorfer Stille-Nacht-Platz. Er führt sodann über eine Schleife durch die kleine Altstadt von Laufen zurück auf Oberndorfer Gebiet, darauf – nach einem Abstecher in die Sankt Georgener Rotte Buchach – durch den Lamprechtshausener Weiler Loipferding nach Arnsdorf. Hierauf geht es über vier Orte in der Gemeinde Göming zurück nach Oberndorf. Die Länge des Wegs beträgt insgesamt 12,6 km. Der Weg führt durch eine leicht hügelige Landschaft und kann als Pilgerweg, aber auch als familiengerechter Wanderweg in Anspruch genommen werden.
Auf dem Weg liegen Kirchen, religiöse Kleindenkmäler, Stille-Nacht-Gedenkstätten sowie vier neu angefertigte Kunstwerke von lokalen Künstlern. Der Weg wird gemäß Plan (Nummerierung der Stationen) im Uhrzeigersinn begangen, die Stationen sind wie folgt:
| Nr. der Station oder Wegabschnitt           | Station                       | Thema                                              | Lage                               | Zusätzlich Informatives und Beachtenswertes                                                                    | Bild |
| ------------------------------------------- | ----------------------------- | -------------------------------------------------- | ---------------------------------- | --- | ---- |
| 1                                           | Leopold-Kohr-Denkmal          | Wege zum Frieden                                   | Oberndorf Salzachufer              | Informationstafeln zur Salzach an der Leopold-Kohr-Promenade                                                   |      |
| Staatsgrenze zu Bayern                      |                               |                                                    |                                    | Länderbrücke                                                                                                   |      |
| Laufener Altstadt                           |                               |                                                    | Laufen Altstadt                    | Marienplatz, Rottmayrgasse, Stiftskirche Laufen                                                                |      |
| 2                                           | Friedensdenkmal Laufen        | Frieden zwischen den Völkern                       | Laufen Altstadt                    | Hierzegger-Kapelle (vermutl. 17. Jhh.)                                                                         |      |
| Staatsgrenze zu Österreich                  |                               |                                                    |                                    | Europasteg |      |
| 3                                           | Kalvarienberg Oberndorf       | Friedensstifter/innen                              | Oberndorf Alt-Oberndorf/Altach     | Statue des hl. Johannes Nepomuk Schifferkapelle (500 m flussabwärts)                                           |      |
| 4                                           | Wallfahrtskirche Maria Bühel  | Frieden mit sich selbst                            | Oberndorf Maria Bühel              | Ensemble mit Pfarrhaus, Mesnerhaus sowie sog. Wasserkapelle, Wegkreuz, Linde (Naturdenkmal) und Friedenslärche |      |
| 5                                           | Flurkapelle Buchach           | Friedenszeichen – Friedenssymbole – Friedenslieder | Sankt Georgen bei Salzburg Buchach | |      |
| 6                                           | Hauskapelle Loipferding       | Frieden mit der Natur und der Schöpfung            | Lamprechtshausen Loipferding       | |      |
| Fahrweg zwischen Loipferding und Arnsdorf   |                               |                                                    | Lamprechtshausen (Gemeindegebiet)  | Hohes Kreuz an der Lamprechtshausener Straße (am Ende des Fahrwegs)                                            |      |
| 7                                           | Stille-Nacht-Platz, Arnsdorf  | Ewiger Frieden – Paradies                          | Lamprechtshausen Arnsdorf          | Wallfahrtskirche Maria im Mösl Stille-Nacht-Museum, Arnsdorf Stille-Nacht-Brunnen Kaiserlinde                  |      |
| 8                                           | Friedenskreuz Arnsdorf        | Orte des Friedens                                  | Lamprechtshausen Arnsdorf          | Wegkreuz Ausblick auf Alpenpanorama mit Erläuterungstafel                                                      |      |
| 9                                           | Kronbergerkapelle Gunsering   | Frieden und Gerechtigkeit                          | Göming Gunsering                   | |      |
| Fahrweg zwischen Gunsering und Mittergöming |                               |                                                    | Göming (Gemeindegebiet)            | Wegkreuz Gunsering                                                                                             |      |
| 10                                          | Maximiliankirche Göming       | Frieden und Nachhaltigkeit                         | Göming Kirchgöming                 | Fußabdruck des Heiligen Wolfgang                                                                               |      |
| 11                                          | Hellbauerhaus, Göming         | Hochzeit – Friede in der Partnerschaft/Familie     | Göming (Ort)                       | Hochzeitsmuseum                                                                                                |      |
| 12                                          | Stille-Nacht-Platz, Oberndorf | Friede zwischen den Religionen                     | Oberndorf Alt-Oberndorf/Altach     | Stille-Nacht-Kapelle Stille-Nacht-Museum, Oberndorf                                                            |      |